# ファウンダー ハンバーガー帝国のヒミツ
『ファウンダー ハンバーガー帝国のヒミツ』（ファウンダー ハンバーガーていこくのヒミツ、The Founder）は、2016年のアメリカ合衆国の伝記映画。マクドナルド・コーポレーションの創業者レイ・クロックの半生を描く。監督はジョン・リー・ハンコック。マイケル・キートン、 ローラ・ダーンらが出演。一介のセールスマンだったクロックが、マクドナルド兄弟が営んでいたマクドナルドを世界最大のファーストフードチェーンに成長させ、兄弟の持つ経営権を手中に収めるまでを描いている。

## ストーリー
1954年、レイ・クロックは自分で開発したミルクシェイク用ミキサーを訪問販売していたが、仕事に行き詰まり妻エセルに支えられる日々を送っていた。そんな彼の元に、カリフォルニア州サンバーナーディーノのドライブインから、ミキサーの大量注文が来た。興味を惹かれ、自宅のあるイリノイ州から車で現地へと向かったレイ。そこは、安価なハンバーガーを効率よく販売している小さな店舗だった。レイは経営者であるリチャード・マクドナルドの案内で店内を見学して商機を見出す。その夜、弟のモーリス・マクドナルドも交えて食事を取り、兄弟が映画館の経営は失敗したが事業の合理化を推し進めて、店頭販売を専門にしメニューも単純化した独自のシステムを作り上げていった過程を聞く。
翌日、レイは兄弟にマクドナルドの全国展開を提案する。以前フランチャイズ化に失敗していた兄弟はレイの提案に難色を示したが、熱意に根負けして「経営内容を変更する際には、必ず自分たちの許可を取ること」を条件にフランチャイズ展開を任せた。
レイはイリノイ州デスプレインズにマクドナルド第1号店をオープンさせた。それは地元の資産家たちに自分たちの存在をアピールし、ビジネスに出資してもらうためであった。しかしゴルフや美食にうつつを抜かす富裕層の態度に失望したレイは、自営業者をはじめとする中流層にフランチャイズ店のオーナーにならないかと声を掛けることにした。レイの目論見は的中し、フランチャイズ店が中西部を中心に次々と開店していった。ビジネスのために全米を飛び回る中、レイはミネソタ州でレストランを経営するロリー・スミスという男性に出会った。そして、ロリーの妻ジョーンに一目惚れする。
事業は日増しに大きくなっていったが、次第にレイは資金難に悩まされるようになる。マクドナルド兄弟との契約によりフランチャイズ店の利益の1％しか実入りがなかった。また、フランチャイズ店のオーナーたちも電気代などのコスト増大に苦しめられていた。ジョーンはアイスクリームを粉状ミルクシェイクで代用するアイディアを出しレイは大喜びしたが、マクドナルド兄弟は偽物は売らない理由で却下する。
銀行で融資の交渉をしていたレイは財務コンサルタントのハリー・J・ソネンボーンと知り合う。ソネンボーンはレイに苦境を打開するために経営の抜本的な改革を提案する。土地を買収してフランチャイズ店にリースすることで安定した収入を得るというものだった。レイは新たに不動産会社フランチャイズ・リアルティ社を興して社長兼CEOの座に収まる。マクドナルド兄弟は契約違反だと抗議するがレイは別の事業だから干渉は受けないと突っぱねた。
レイは、次第にマクドナルドの経営にも介入していく。ジョーンの提案した粉状ミルクシェイクの導入を独断で決め、マクドナルド兄弟が契約を理由に撤回を求めても拒否した。
レイは、不動産会社をマクドナルド・コーポレーションに改名し、トレードマークの黄色のアーチも自分たちのものにしてしまう。マクドナルド兄弟はレイを追放しようとするが、すでに大会社の社長となったレイと裁判で争うことは事実上不可能だった。ストレスで倒れたリチャードの病室をレイは見舞い、白紙の小切手を見せ交渉に応じるよう促す。レイはマクドナルド兄弟に経営権と商標の買収金として270万ドルを提示し、さらに企業の利益の1％を払うと約束した。2人は応じざるを得なかった。
マクドナルド兄弟には、すべての始まりとなった自分の店が残されたが、マクドナルドの店名も黄色のアーチも使用することは許されなかった。そして、レイが約束した「利益の1％」も反故にされてしまった。その金額は、現在の貨幣価値で年間1億ドルにものぼったという。
そして、名実ともに会社を手に入れたレイは自らを「マクドナルドの創業者（ファウンダー）」と名乗るようになった。

## キャスト
※括弧内は日本語吹替（日本語吹替はソフト発売時に制作されていなかったため、BSテレ東が2019年1月3日に放送する際に初制作した。）
- レイ・クロック - マイケル・キートン（山寺宏一[6]）
- リチャード・J・マクドナルド（ディック） - ニック・オファーマン（丸山壮史[6]）
- モーリス・マクドナルド（マック）- ジョン・キャロル・リンチ（岩崎ひろし[6]）
- ジョーン・スミス - リンダ・カーデリーニ（たなか久美[6]）
- ハリー・J・ソネンボーン - B・J・ノヴァク（三上哲）
- エセル・クロック - ローラ・ダーン（日野由利加[6]）
- フレッド・ターナー - ジャスティン・ランデル・ブルック（上住谷崇）
- ジューン・マルティーノ（英語版） - ケイト・ニーランド（美名）
- ロリー・スミス - パトリック・ウィルソン（宮内敦士）
- ジム・ジエン - グリフ・ファースト（英語版）（斉藤次郎）
- ジェリー・カレン - ウィルバー・フィッツジェラルド（英語版）（加藤亮夫）
- ジャック・ホーフォード - デヴィッド・デ・ヴリーズ（仲野裕）

## 製作
ロバート・シーゲルはレイ・クロックの自伝と評伝を手掛かりに本作の脚本を執筆したのだという。シーゲルの脚本は2014年に発表された映画化前の脚本ランキングで13位に位置付けられた。2014年12月、ジョン・リー・ハンコックが本作の監督を務めることになったと報じられた。

### キャスティング
2015年2月、マイケル・キートンがレイ・クロック役に起用されたとの報道があった。同年5月11日、ローラ・ダーンの出演が決まった。12日、ニック・オファーマンがリチャード・J・マクドナルドを演じることになったと報じられた。28日、B・J・ノヴァクの出演が決まった。6月9日、リンダ・カーデリーニが本作に出演すると報じられた。26日には、ジョン・キャロル・リンチとパトリック・ウィルソンの出演が決まった。

### 撮影
2015年6月1日、本作の主要撮影がジョージア州ニューナンで始まった。なお、同州内のダグラスビルには、1950年代のマクドナルドの店舗を模したセットが建設された。

## 公開・興行収入
2015年3月2日、ワインスタイン・カンパニーは本作の配給権を700万ドルで購入した。26日、ワインスタイン・カンパニーは本作の全米公開日を2016年11月25日に設定したと発表した。2016年3月、本作の全米公開日が2016年8月5日に前倒しされた。7月13日、本作の限定公開日が2016年12月16日、拡大公開開始日が2017年1月20日に再設定された。2016年12月7日、第89回アカデミー賞のエントリー資格を得るために、本作はアークライト・ハリウッドでプレミア上映された。なお、限定公開は取りやめとなった。
2017年1月20日、本作は全米1115館で封切られ、公開初週末に340万ドルを稼ぎ出し、週末興行収入ランキング初登場11位となった。
2月、フィルムネイション・エンターテインメントは1500万ドルの違約金を求めてワインスタイン・カンパニーを提訴した。両社は「『ファウンダー ハンバーガー帝国のヒミツ』の前後1週間以内に、ワインスタイン・カンパニーは別の作品を封切らない」と取り決めていたにも拘わらず、ワインスタイン・カンパニーは2017年1月27日に『ゴールド/金塊の行方』を封切ったというのである。

## 評価
Rotten Tomatoesには203件のレビューがあり、批評家支持率は84%、平均点は10点満点で7点となっている。サイト側による批評家の見解の要約は「『ファウンダー ハンバーガー帝国のヒミツ』はマイケル・キートンの魅力的な演技をその知的かつ見事な出来映えの伝記の中心に据えている。その伝記はアメリカで最も影響力のあるビジネスマンの誕生と、最も広範囲にわたって展開している企業の誕生を描き出している。」となっている。また、Metacriticには47件のレビューがあり、加重平均値は66/100となっている。
『ローリング・ストーン』のピーター・トラヴァースは本作に4つ星評価で3つ星を与え、「監督のハンコックと脚本家のシーゲルは物語がハリウッド的な感傷に陥らないように努力し、それはほとんど成功していると言える。50年以上昔の世界を舞台にした『ファウンダー ハンバーガー帝国のヒミツ』は、昔と今の違いを浮き彫りにしている。さあ、鑑賞してみよう。何かを学べるかもしれないぞ。」と評している。
オブザーバーのシムラン・ハンスは「ジョン・リー・ハンコックの凡庸な伝記映画は、バーガーチェーンの起源とそれを数百万ドル規模の事業に変えた男に対する、無害で同情的な解釈を示している」と記している。